# 印第安克里克 (加利福尼亞州)
印第安克里克（英語：Indian Creek）是位於美國加利福尼亞州卡拉韋拉斯縣的一個非建制地區。該地的面積和人口皆未知。

## 地理
印第安克里克的座標為38°10′54″N 120°26′04″W / 38.18167°N 120.43444°W，而該地的平均海拔高度為908米（即2979英尺）。